# East New Britain
East New Britain (tok pisin: Is Niu Briten Provins) är en provins i Papua Nya Guinea. Huvudort är Kokopo sedan 1994, då den tidigare huvudorten Rabaul drabbades av ett vulkanutbrott. Den ligger i Bismarckarkipelagen och omfattar östra delen av ön Niu Briten samt Duke of York-öarna. Provinsen hade 328 369 invånare vid folkräkningen år 2011.

## Administrativ indelning
Provinsen är indelad i fyra distrikt:
- Gazelle
- Kokopo
- Pomio
- Rabaul